# イサック・クルス
イサック・クルス（Isaac Cruz、1998年5月24日 - ）は、メキシコのプロボクサー。メキシコシティ出身。現WBC世界スーパーライト級暫定王者。元WBA世界スーパーライト級王者。
アイザック・クルスとも表記される。

## 来歴

### ライト級
2015年3月14日、プロデビュー戦を行い1回1分30秒KO勝ち。白星デビューを飾った。
2021年6月19日、テキサス州ヒューストンのトヨタセンターにてジャーモール・チャーロ対ファン・マシアス・モンティエルの前座で、元WBC世界スーパーフェザー級王者フランシスコ・バルガスと対戦し、10回3-0の判定勝ちを収めた。
2021年12月5日、カリフォルニア州ロサンゼルスのステイプルズ・センターにて、欠場したロランド・ロメロの代役としてWBA世界ライト級レギュラー王者ジャーボンテイ・デービスに挑戦し、善戦するも12回0-3の判定負けで王座獲得に失敗した。この試合でデービスは100万ドル（約1億1400万円）、クルスは30万ドル（約3400万円）のファイトマネーを稼いだ。
2022年4月16日、テキサス州サンアントニオのAT&Tスタジアムにてエロール・スペンス・ジュニア 対 ヨルデニス・ウガス戦の前座で、ユリオルキス・ガンボアとWBOインターコンチネンタルライト級王座決定戦を行い、5回1分32秒TKO勝ちを収め王座獲得に成功した。

### スーパーライト級
2024年3月30日、ネバダ州ラスベガスのT-モバイル・アリーナでティム・チュー対セバスチャン・フンドラの前座で、WBA世界スーパーライト級王者ロランド・ロメロに挑戦し、8回56秒TKO勝ちを収め王座獲得に成功した。
2024年8月3日、カリフォルニア州ロサンゼルスのBMOスタジアムにてテレンス・クロフォード対イスラエル・マドリモフの前座で、WBA世界スーパーライト級5位のホセ・バレンズエラと対戦し、12回1-2の判定負けを喫し初防衛に失敗、王座から陥落した。この試合でクルスは150万ドル（約2億2千万円）、バレンズエラは50万ドル（約7400万円）のファイトマネーを稼いだ。
2025年7月19日、ネバダ州ラスベガスのMGMグランド・ガーデン・アリーナにてマリオ・バリオス対マニー・パッキャオの前座でWBC世界スーパーライト級3位のアンヘル・フィエロとWBC暫定・世界スーパーライト級王座決定戦でのダイレクトリマッチによる再戦を行う予定だったが、フィエロが前日計量を前に減量中の健康上の問題を理由に欠場を余儀なくされ、代役としてオマール・サルシドと対戦することとなり、10回3-0（100-90、99-91×2）の判定勝ちを収め暫定での世界王座返り咲きに成功した。

## 戦績
- プロボクシング：32戦 28勝 (18KO) 3敗 1分

| 戦           | 日付           | 勝敗 | 時間    | 内容    | 対戦相手                             | 国籍           | 備考                                                 |
| ------------ | -------------- | ---- | ------- | ------- | ------------------------------------ | -------------- | ---------------------------------------------------- |
| 1            | 2015年3月14日  | ☆    | 1R 1:30 | KO      | ルイス・ヤン・リヴィージャ           | メキシコ       | プロデビュー戦                                       |
| 2            | 2015年5月23日  | ☆    | 4R      | 判定2-1 | ブランドン・ゴンサレス               | メキシコ       |                                                      |
| 3            | 2015年6月27日  | ☆    | 3R 1:47 | TKO     | ホセ・エドゥアルド・サムディオ       | メキシコ       |                                                      |
| 4            | 2015年8月8日   | ☆    | 1R      | KO      | ラファエル・ロペス                   | メキシコ       |                                                      |
| 5            | 2015年9月5日   | ☆    | 6R      | 判定2-0 | フランシスコ・ヴァラデス             | メキシコ       |                                                      |
| 6            | 2016年2月6日   | ★    | 8R      | 判定0-3 | ルイス・ミゲル・モンターニョ         | メキシコ       |                                                      |
| 7            | 2016年4月2日   | ☆    | 1R 0:31 | TKO     | イタロ・オルティス                   | メキシコ       |                                                      |
| 8            | 2016年8月27日  | ☆    | 1R 0:47 | KO      | カルロス・マルセリーノ・サンティアゴ | メキシコ       |                                                      |
| 9            | 2016年10月22日 | ☆    | 3R 2:17 | TKO     | ダニエル・エヴァンゲリスタ・ジュニア | メキシコ       |                                                      |
| 10           | 2016年12月3日  | ☆    | 6R 0:39 | TKO     | ラウル・ヒノジョサ                   | メキシコ       |                                                      |
| 11           | 2017年4月22日  | ☆    | 3R 2:55 | TKO     | イワン・バスルト・モンロイ           | メキシコ       |                                                      |
| 12           | 2017年7月1日   | ☆    | 7R 0:55 | TKO     | ダニス・リニャン                     | コロンビア     |                                                      |
| 13           | 2017年9月30日  | △    | 6R      | 判定    | ホセ・カリエカック                   | メキシコ       |                                                      |
| 14           | 2017年11月11日 | ☆    | 2R 0:56 | TKO     | リカルド・フアン・サエンツ           | メキシコ       |                                                      |
| 15           | 2018年2月17日  | ☆    | 5R 終了 | TKO     | フアン・ホセ・マルティネス           | メキシコ       |                                                      |
| 16           | 2018年6月16日  | ☆    | 8R      | 判定3-0 | へベルト・ペルシコ                   | メキシコ       |                                                      |
| 17           | 2018年10月6日  | ☆    | 2R 1:04 | KO      | ホセ・アンヘル・フローレス           | メキシコ       |                                                      |
| 18           | 2018年11月10日 | ☆    | 3R 2:11 | TKO     | ホセ・フェリックス                   | メキシコ       |                                                      |
| 19           | 2019年2月16日  | ☆    | 1R 2:20 | KO      | エレアザール・ヴァレンズエラ         | メキシコ       |                                                      |
| 20           | 2019年12月7日  | ☆    | 8R      | 判定3-0 | ミゲル・アンヘル・ペレス             | メキシコ       |                                                      |
| 21           | 2020年2月14日  | ☆    | 10R     | 判定2-0 | トーマス・マティス                   | アメリカ合衆国 |                                                      |
| 22           | 2020年10月31日 | ☆    | 1R 0:53 | KO      | ディエゴ・マグダレノ                 | アメリカ合衆国 |                                                      |
| 23           | 2021年3月13日  | ☆    | 12R     | 判定3-0 | ホセ・マティアス・ロメロ             | アルゼンチン   |                                                      |
| 24           | 2021年6月19日  | ☆    | 10R     | 判定3-0 | フランシスコ・バルガス               | メキシコ       |                                                      |
| 25           | 2021年12月5日  | ★    | 12R     | 判定0-3 | ジャーボンテイ・デービス             | アメリカ合衆国 | WBA世界ライト級タイトルマッチ                        |
| 26           | 2022年4月16日  | ☆    | 5R 1:32 | TKO     | ユリオルキス・ガンボア               | キューバ       | WBOインターコンチネンタルライト級王座決定戦          |
| 27           | 2022年9月4日   | ☆    | 2R 2:27 | KO      | エドゥアルド・ラミレス               | メキシコ       | WBC世界ライト級シルバー王座決定戦                    |
| 28           | 2023年7月29日  | ☆    | 12R     | 判定2-1 | ジョバンニ・カブレラ                 | アメリカ合衆国 | WBOラテンアメリカライト級王座決定戦 WBCシルバー防衛1 |
| 29           | 2024年3月30日  | ☆    | 8R 0:56 | TKO     | ロランド・ロメロ                     | アメリカ合衆国 | WBA世界スーパーライト級タイトルマッチ                |
| 30           | 2024年8月3日   | ★    | 12R     | 判定1-2 | ホセ・バレンズエラ                   | アメリカ合衆国 | WBA陥落                                              |
| 31           | 2025年2月1日   | ☆    | 10R     | 判定3-0 | アンヘル・フィエロ                   | メキシコ       |                                                      |
| 32           | 2025年7月19日  | ☆    | 10R     | 判定3-0 | オマール・サルシド                   | メキシコ       | WBC世界スーパーライト級暫定王座決定戦                |
| テンプレート |                |      |         |         |                                      |                |                                                      |

## 獲得タイトル
- WBOインターコンチネンタルライト級王座
- WBC世界ライト級シルバー王座
- WBOラテンアメリカライト級王座
- WBA世界スーパーライト級王座（防衛0）
- WBC世界スーパーライト級暫定王座（防衛0）